# Estnische Badmintonmeisterschaft 1980
Die Estnische Badmintonmeisterschaft 1980 war die 16. Austragung der Titelkämpfe.

## Medaillengewinner
| Disziplin    | Gold                                               | Silber                                   | Bronze                                             |
| ------------ | -------------------------------------------------- | ---------------------------------------- | -------------------------------------------------- |
| Herreneinzel | Tiit Vapper, Tallinn                               | Alar Kivilo, Tallinn                     | Alfred Kivisaar, Tallinn Aleksander Adojaan, Tartu |
| Dameneinzel  | Mare Reinberg, Tallinn                             | Ann Avarlaid, Tartu raj                  | Marina Rajevskaja, Tallinn                         |
| Herrendoppel | Alfred Kivisaar Toivo Raudver, Tallinn / Tartu raj | Tiit Vapper Argo Aru, Tallinn / Tartu    | Jüri Tarto Peeter Ärmpalu, Saku / Tallinn          |
| Damendoppel  | Ann Avarlaid Katrin Paeväli, Tartu raj / Tartu     | Marina Rajevskaja Mare Reinberg, Tallinn | Katrin Kabi Maret Kabi                             |
| Mixed        | Argo Aru Katrin Paeväli, Tartu                     | Alfred Kivisaar Mare Reinberg, Tallinn   | Peeter Ärmpalu Marina Rajevskaja, Tallinn          |